# Tromsø Idrettslag 2004
Questa voce raccoglie le informazioni riguardanti il Tromsø Idrettslag nelle competizioni ufficiali della stagione 2004.

## Rosa
| N. |                      | Ruolo | Calciatore            |
| -- | -------------------- | ----- | --------------------- |
| 1  | Norvegia (bandiera)  | P     | Knut Borch            |
| 3  | Norvegia (bandiera)  | C     | Ole Talberg           |
| 4  | Finlandia (bandiera) | D     | Henri Myntti          |
| 5  | Norvegia (bandiera)  | D     | Arne Vidar Moen       |
| 6  | Norvegia (bandiera)  | D     | Morten Pedersen       |
| 7  | Finlandia (bandiera) | D     | Miika Koppinen        |
| 8  | Norvegia (bandiera)  | D     | Thomas Hafstad        |
| 9  | Ungheria (bandiera)  | A     | Péter Kovács          |
| 9  | Canada (bandiera)    | C     | Patrice Bernier       |
| 10 | Norvegia (bandiera)  | D     | Jonas Johansen        |
| 11 | Norvegia (bandiera)  | A     | Morten Gamst Pedersen |
| 12 | Finlandia (bandiera) | P     | Antti Kuismala        |

| N. |                     | Ruolo | Calciatore         |
| -- | ------------------- | ----- | ------------------ |
| 12 | Norvegia (bandiera) | P     | Kenneth Udjus      |
| 14 | Polonia (bandiera)  | A     | Tomasz Stolpa      |
| 15 | Norvegia (bandiera) | D     | Steinar Nilsen     |
| 16 | Norvegia (bandiera) | D     | Hans Åge Yndestad  |
| 17 | Norvegia (bandiera) | C     | Bjørn Johansen     |
| 18 | Norvegia (bandiera) | C     | Lars Iver Strand   |
| 19 | Norvegia (bandiera) | C     | Leo Olsen          |
| 20 | Norvegia (bandiera) | C     | Ole Andreas Nilsen |
| 21 | Norvegia (bandiera) | C     | Roar Christensen   |
| 22 | Tunisia (bandiera)  | A     | Karim Essediri     |
| 25 | Norvegia (bandiera) | A     | Ole Martin Årst    |

## Risultati

### Campionato

#### Girone di andata
| Arbitro: | Øvrebø (Oslo) |

|                                                        |           |  |
| M. G. Pedersen 41’ Strand 60’ Hafstad 63’ Essediri 70’ | Marcatori |  |

| Arbitro: | Hauge (Bergen) |

|              |           |            |
| Sørensen 90’ | Marcatori | 76’ Kovács |

| Arbitro: | Alseth (Stjørdal) |

|                    |           |  |
| M. G. Pedersen 83’ | Marcatori |  |

| Arbitro: | Skjerven (Kaupanger) |

|           |           |                     |
| Olsen 56’ | Marcatori | 45’ Årst 47’ Strand |

| Arbitro: | Berntsen (Vang) |

|                                                 |           |             |
| Strand 50’ M. G. Pedersen 56’ Årst 61’ Årst 80’ | Marcatori | 71’ Johnsen |

| Arbitro: | Alseth (Stjørdal) |

|                              |           |          |
| Berg 26’ Johansen 50’ (rig.) | Marcatori | 19’ Årst |

| Arbitro: | Berntsen (Vang) |

|                    |           |                   |
| Årst 4’ Strand 12’ | Marcatori | 32’ (rig.) Hoseth |

| Arbitro: | Staberg |

|                           |           |                   |
| Markstedt 54’ Sundgot 88’ | Marcatori | 1’ M. G. Pedersen |

| Arbitro: | Staberg |

|                       |           |  |
| Johansen 56’ Årst 74’ | Marcatori |  |

| Arbitro: | Øvrebø (Oslo) |

|             |           |  |
| Winters 54’ | Marcatori |  |

| Arbitro: | Sandmoen |

|                   |           |  |
| Årst 56’ Årst 90’ | Marcatori |  |

| Arbitro: | Berntsen (Vang) |

|                                         |           |                       |
| M. G. Pedersen 7’ Strand 33’ Kovács 85’ | Marcatori | 46’ West 81’ Ringberg |

| Arbitro: | Borgersen (Oslo) |

|                       |           |             |
| Steenslid 45’ Flo 56’ | Marcatori | 2’ Essediri |

#### Girone di ritorno
| Arbitro: | Krokdal |

|               |           |                                  |
| Hangeland 26’ | Marcatori | 20’ M. G. Pedersen 90’ S. Nilsen |

| Arbitro: | Moen (Haugesund) |

|  |           |                                        |
|  | Marcatori | 21’ Moen 27’ (rig.) Dokken 88’ Ademola |

| Arbitro: | Hauge (Bergen) |

|                       |           |                                 |
| Powell 59’ Powell 63’ | Marcatori | 44’ Koppinen 89’ M. G. Pedersen |

| Arbitro: | Borgersen (Oslo) |

|                  |           |               |
| Moen 2’ Årst 61’ | Marcatori | 8’ Gunnarsson |

| Arbitro: | Sandmoen |

|                                    |           |  |
| Johnsen 9’ Johnsen 55’ Braaten 81’ | Marcatori |  |

| Arbitro: | Staberg |

|                         |           |  |
| Essediri 59’ Strand 65’ | Marcatori |  |

| Arbitro: | Sælen (Bergen) |

|            |           |              |
| Mavrič 85’ | Marcatori | 79’ Yndestad |

| Arbitro: | Ditlefsen |

|  |           |            |
|  | Marcatori | 53’ Hamoud |

| Arbitro: | Skjerven (Kaupanger) |

|                |           |           |
| dos Santos 74’ | Marcatori | 8’ Strand |

| Arbitro: | Øvrebø (Oslo) |

|  |           |            |
|  | Marcatori | 90’ Miller |

| Arbitro: | Edvartsen (Hamar) |

|                                  |           |            |
| Occean 2’ Knutsen 69’ Sistek 89’ | Marcatori | 31’ Strand |

| Arbitro: | Staberg |

|              |           |  |
| Hornseth 31’ | Marcatori |  |

| Arbitro: | Sandmoen |

|                               |           |              |
| Bernier 18’ Årst 74’ Årst 90’ | Marcatori | 73’ Stadheim |

### Coppa di Norvegia
| Arbitro: | Sara |

|  |           | |
|  | Marcatori | 4’ Essediri 9’ M. G. Pedersen 38’ Koppinen 42’ M. G. Pedersen 48’ Essediri 74’ M. G. Pedersen 76’ Kovács 85’ Yndestad |

| Arbitro: | Sørensen |

|  |           |                                                                        |
|  | Marcatori | 3’ Koppinen 10’ Koppinen 12’ Strand 16’ Essediri 63’ Strand 67’ Strand |

| Arbitro: | Alapnes |

|  |           |                       |
|  | Marcatori | 48’ Kovács 80’ Kovács |

| Arbitro: | Skjerven (Kaupanger) |

|                                         |                      |                                              |
| Strand 45’                              | Marcatori            | 29’ Koren                                    |
| Kovács Hafstad M. G. Pedersen S. Nilsen | Tiri di rigore 3 – 5 | Sundgot Kippe Viðarsson Kristoffersen Søgård |